# 116
| [ Edytuj tabelę ] |                                            |
| Cesarz Chin       | - 106 Han Andi 125                         |
| Władca Korei      | - 53 T’aejodae 146                         |
| Papież            | - 109 Aleksander I 116 - 116 Sykstus I 125 |
| Król Partów       | - 105 Wologazes III 147 - 109 Osroes I 129 |
| Cesarz Rzymu      | - 98 Trajan 117                            |

Rok 116 / CXVI
stulecia: I wiek ~
II wiek ~
III wiek

lata: 106 «
111 «
112 «
113 «
114 «
115 «
116
» 117
» 118
» 119
» 120
» 121
» 126

## Wydarzenia
Cesarstwo Rzymskie
- Cesarstwo Rzymskie podbiło Adiabene i Mezopotamię.
- Wybuch powstania antyrzymskiego w Mezopotamii.
- Kwintus Pompejusz Falco namiestnikiem Mezji Dolnej.
- Sykstus I został siódmym papieżem.

## Urodzili się
- Liang Na, chińska cesarzowa (zm. 150).

## Zmarli
- 3 maja – Aleksander I, papież.
- Zacheusz z Jerozolimy, biskup.